# Râul Bucmer
Râul Bucmer este un curs de apă, afluent al râului Camăr. 

## Hărți
- Județul Sălaj - Harta interactiva  Arhivat în 19 august 2013, la Wayback Machine.